# Francisco Fernández Buey
Francisco Fernández Buey (Palencia, 4 de junio de 1943-Barcelona, 25 de agosto de 2012) fue un filósofo comunista y ensayista español. Sus primeros artículos filosóficos estuvieron dedicados a Heidegger y el humanismo y al análisis de la obra del filósofo italiano Galvano Della Volpe.

## Biografía

### Juventud
Estudió filosofía en la Universidad de Barcelona. Allí se formó sucesivamente con el poeta y esteta José María Valverde, con el filósofo helenista Emilio Lledó y con el lógico y filósofo marxista Manuel Sacristán.
Expulsado de la universidad española en 1966 por su actividad antifranquista, a finales de la década de los sesenta y comienzos de la siguiente trabajó como traductor para varias editoriales de Barcelona y Madrid y como colaborador de varias enciclopedias para las que escribió artículos de temática filosófica y sociológica. En esa época tradujo al castellano obras de Descartes, Saint-Just, Piaget, Febvre, Hyppolite, Garaudy, Touraine, Laffont, Balibar, Gramsci, Bordiga, Della Volpe, Colletti, Geymonat, entre otros.

### Etapa como docente
Desde 1972 ejerció la docencia en la Universidad. Fue profesor en los departamentos de Filosofía, Economía y Sociología de las universidades de Valladolid y Barcelona (UB y Pompeu Fabra). En la Universidad de Valladolid fundó en 1984 un centro dedicado a los estudios sobre la paz y el desarme, vinculado a la Unesco. Desde 1993 fue catedrático de Filosofía Política en la Universidad Pompeu Fabra de Barcelona, donde coordinó, además, una cátedra UNESCO sobre estudios interculturales.
Desarrolló sus actividades académicas en el marco del Instituto Universitario de Cultura de la Universidad Pompeu Fabra, en el que dirigió un proyecto de investigación sobre la obra de Manuel Sacristán e impartió varios cursos de doctorado sobre ética práctica, filosofía política, historia de las utopías y configuración de una tercera cultura. Casado con Neus Porta, fallecida como él de cáncer en 2011, tuvieron un hijo, Eloy Fernández Porta que actualmente es también profesor en la Universidad Pompeu Fabra.

### Actividad política
Como filósofo comunista estuvo vinculado desde la década de los sesenta a diferentes movimientos sociales críticos y alternativos. Desde 1963 hasta 1978 fue militante del Partido Socialista Unificado de Cataluña (PSUC), federación catalana del Partido Comunista de España (PCE), que jugó un papel decisivo en la lucha contra la dictadura del general Franco.
En 1966, siendo estudiante universitario, Fernández Buey fue uno de los fundadores del Sindicato Democrático de Estudiantes en la Universidad de Barcelona (SDEUB); por tanto, tomó parte del histórico encierro estudiantil en el convento de los Capuchinos de Sarriá (Barcelona), en 1966, conocido como La Capuchinada; en la primera mitad de los setenta destacó en la organización del movimiento de profesores no-numerarios y fue miembro de su Coordinadora Estatal, defendiendo la contratación laboral de los trabajadores de la enseñanza frente a la funcionarización de los mismos; luego, a finales de esa década, militó en el Comité Antinuclear de Catalunya (CANC) y fue uno de los primeros filósofos europeos en teorizar el comunismo ecologista desde las revistas Mientras Tanto y El Viejo Topo. También estuvo entre los delegados del congreso fundacional de Izquierda Unida. Su militancia política tiene estrechos vínculos con las reivindicaciones que emanaron del Foro Social Mundial (FSM) celebrado en Porto Alegre (Brasil) el año 2001.

## Escritos

### Libros
Sus principales aportaciones de esos años al comunismo ecológicamente fundamentado están recogidas en el libro titulado Discursos para insumisos discretos (1991).
En la década de los noventa, y siempre desde la perspectiva del comunismo ecologista, Fernández Buey prestó particular atención a la vena libertaria del marxismo de la subjetividad y publicó una serie de ensayos dedicados a la historia y análisis de los principales movimientos sociales críticos y alternativos contemporáneos, en su mayor parte en colaboración con el poeta y también filósofo político Jorge Riechmann. Fruto de esta colaboración son: Redes que dan libertad (1994), Ni tribunos (1996) y Trabajar sin destruir (1998). Para la tercera cultura (2013) es su libro póstumo; en este último trabajo se aúnan las aportaciones de otros intelectuales allegados a él como Jordi Mir, Salvador López Arnal, Alicia Durán o Jorge Riechmann.
Ya en la última década manifestó reiteradamente, en diversas entrevistas, su vinculación al llamado movimiento alterglobalizador o altermundialista. Y sobre la evolución, objetivos y algunos de los principales debates que se han producido en el seno de este movimiento sociopolítico publicó Guía para una globalización alternativa (2004), libro en el que elaboró una amplia argumentación para la justificación ético-política de la desobediencia civil.

### Artículos
Fernández Buey es conocido también por la ingente tarea que desarrolló como publicista y conferenciante a lo largo de más de treinta años. Empezó escribiendo en revistas político-culturales vinculadas al partido comunista (Realidad, Universitat). Publicó luego en las revistas Zona abierta (Madrid) y El Viejo Topo (Barcelona). Desde 1977 muchos de sus artículos y ensayos aparecieron por primera vez en las revistas barcelonesas Materiales y Mientras Tanto, de las que fue cofundador. Durante algunos años escribió también sobre temas político-culturales en las páginas de opinión del diario El País.
Artículos, crónicas, reseñas y ensayos suyos han ido apareciendo en varias de las más conocidas revistas marxistas de Europa y América, entre ellas: Dialectique y Actuel Marx (París), Rinascita, Critica marxista y Liberazione (Roma), Das Argument (Berlín), Dialéctica y Memoria (México), Herramienta (Argentina), Science and Society y Rethinking Marxism (EE. UU). Ha impartido cursos, seminarios y conferencias sobre diferentes temas relacionados con el marxismo, el socialismo y los movimientos sociales en universidades e instituciones culturales y políticas de Italia, Francia, Alemania, México, El Salvador, Ecuador, EE. UU, Argentina, Brasil, Bolivia y Venezuela. Sus intervenciones político-culturales más recientes, dedicadas a la relación entre marxismo y anarquismo, a un posible programa político-social roji-verde, a la persistencia de las utopías en el mundo globalizado y a la relación entre el ideario socialista, el multiculturalismo y el nuevo indigenismo han visto la luz en la revista El viejo topo y en las revistas electrónicas Rebelión y La insignia.

## Aportaciones
Lo más relevante de la obra de Fernández Buey está dedicado a la filosofía moral, social y política y a la historia de las ideas, sobre todo a la historia del pensamiento socialista. Sus aportaciones en este ámbito están recogidas en los seis libros siguientes: Contribución a la crítica del marxismo cientificista (1983), donde defiende el marxismo del método y de la subjetividad, con una clara orientación gramsciana, frente a las pretensiones epistemológicas del marxismo estructuralista y cientificista; La ilusión del método (1992), que es una defensa del racionalismo atemperado en el ámbito de la teoría del método y la filosofía de la ciencia: reivindica la consideración teórica de la ciencia de Albert Einstein y prolonga la orientación epistemológica abierta por Otto Neurath; La gran perturbación (1996), un estudio de las controversias sobre el choque cultural y la visión del otro en la España del siglo XVI, a partir del descubrimiento y la conquista de América y releyendo la obra de Bartolomé de las Casas como un empirismo herético. En esta obra se revaloriza el punto de vista lascasiano; La barbarie: de ellos y de los nuestros (1996), un estudio histórico-filosófico sobre la noción de barbarie, en el que prolonga la perspectiva lascasiana y teoriza su vigencia; Ética y filosofía política (2001), donde propone un enfoque de ética práctica para abordar asuntos públicos controvertidos como el aborto, la eutanasia, la crisis ecológica, el pacifismo y la tecno-ciencia o bioética a comienzos del siglo XXI, argumentando la importancia que ahora tiene la cultura científica para fundamentar una filosofía de los asuntos públicos; y Poliética (2003), ensayo en el que argumenta en favor de la política como ética de la vida colectiva a partir del análisis particularizado de la obra de una serie de autores singulares del siglo XX (Karl Kraus, Georg Lukács, Bertolt Brecht, Simone Weil, Hannah Arendt y Primo Levi).
Fernández Buey ha sido uno de los principales difusores de las obras de Karl Marx y de Antonio Gramsci en España. Sobre la obra del pensador alemán escribió un ensayo polémico e innovador: Marx (sin ismos) (1999) en el que reivindica la figura de Karl Marx como pensador clásico; sobre el filósofo comunista italiano, entre otras cosas, Ensayos sobre Gramsci (1977) y Leyendo a Gramsci (2001), además de numerosos artículos que han sido recogidos en varias antologías italianas.
En el ámbito de los estudios gramscianos ha destacado por continuar la labor histórico-crítica emprendida por Valentino Gerratana en Italia y por Manuel Sacristán en España. Ha sido miembro fundador de la International Gramsci Society (IGS) y es corresponsal de la revista italiana Critica marxista. Varios de sus ensayos sobre marxismo, sobre Marx y sobre Gramsci han sido traducidos al inglés (en Science and Society y Rethinking Marxism), al alemán (en Das Argument y Tranvia), al italiano (en Rinascita, Critica marxista, Istituto Gramsci, IGS, Liberazione, etc.), al francés (en Dialectique y Actuel Marx), al portugués (en Gramsci e Brasil y en publicaciones de la Universidad de Río de Janeiro y de la Universidad Federal de Mato Grosso), etc.
Fernández Buey ha defendido la filosofía de la praxis, un filosofar mundano y laico, atento a los problemas sociopolíticos y culturales del mundo contemporáneo, un marxismo de la subjetividad, abierto y cálido, de raíz humanista, prestando particular especial atención a los problemas, deseos y esperanzas de los de abajo, a las utopías y a las reivindicaciones básicas de las personas, pueblos y comunidades cuyas voces han sido silenciadas a lo largo de la historia. En sus libros, ensayos y artículos ha tratado de relacionar la inspiración científico-social del marxismo clásico con la filosofía de la alteridad que se deriva de otras tradiciones de liberación, propiciando el enfoque dialógico.